# Transbajkal

Transbajkal (ryska: Забайкалье, Zabajkale) eller Daurien (ryska: Даурия, Daurija) är ett bergsområde öster om Bajkalsjön i sydöstra Sibirien i Ryssland.
Området sträcker sig nästan 1000 kilometer Patomskojeplatån och Norra Bajkalpaltån i norr till den ryska gränsen i söder. I öst–västlig riktning sträcker sig området 1000 kilometer från Bajkalsjön till meridianen där de båda floderna Sjilka och Argun möts. 
I det ryska imperiet var Transbajkal ett oblast med regionhuvudstaden Tjita.